# Friedersdorf (Muldestausee)
Friedersdorf – dzielnica gminy Muldestausee w Niemczech, w kraju związkowym Saksonia-Anhalt, w powiecie Anhalt-Bitterfeld.
Do 31 grudnia 2009 była to oddzielna gmina wchodząca w skład wspólnoty administracyjnej Bitterfeld-Wolfen. Do 1 lipca 2007 należała do powiatu Bitterfeld.

## Współpraca
Miejscowość partnerska:
- Zell unter Aichelberg, Badenia-Wirtembergia